# Vương Mậu (nhà Lương)
Vương Mậu (chữ Hán: 王茂, 457 – 516), tên tự là Hưu Viễn, người huyện Kì, Thái Nguyên , tướng lĩnh, khai quốc công thần nhà Lương thời Nam Bắc triều trong lịch sử Trung Quốc.

## Thiếu thời
Vương Mậu sinh ra trong gia đình làm quan. Ông nội là Vương Thâm làm Trung lang tư mã nhà Bắc Ngụy. Cha là Vương Thiên Sanh, cuối đời Lưu Tống làm liệt tướng, ở Thạch Đầu tham gia đánh dẹp Tư đồ Viên Sán, nhờ công được làm Ba Tây, Tử Đồng 2 quận thái thú, Thương Hoàng  huyện nam.
Được vài tuổi, Vương Thâm đã thấy Vương Mậu có những biểu hiện bất phàm, thường nói với bạn bè: "Đây là con thiên lý mã của nhà tôi, mở mang cửa nhà nhất định là đứa nhỏ này!" Sau khi lớn lên, ông thích đọc binh thư, nhưng chỉ nghiên cứu những ý chính mà thôi.
Tính cách của Vương Mậu trầm tĩnh, ít đùa cợt, không hay kết giao bạn bè. Ông mình cao 8 thước, trắng trẻo dễ nhìn. Tiêu Trách (sau này là Tề Vũ đế) khi ấy còn là bình dân, trông thấy Vương Mậu đã nói: "Vương Mậu tuổi còn nhỏ, mà tướng mạo đã đường đường như thế này, nhất định là một dạng nhân tài làm tể tướng, phụ tá cho quân vương."

## Khởi nghiệp
Những năm Thăng Minh (477-479) cuối đời Lưu Tống, ông rời nhà đến triều đình làm quan, trải qua các chức vụ Hậu quân tham quân, Tư không kỵ binh, Thái úy trung binh tham quân.
Tướng lĩnh Bắc Ngụy là Lý Ô Nô xâm phạm Hán Trung, Vương Mậu phụng chiếu đi trước thảo phạt. Quân Ngụy lui về, ông được phong làm Trấn nam tư mã, kiêm Lâm Tương lệnh. Sau đó, ông được thăng làm Việt kỵ hiệu úy. Quân Ngụy xâm phạm Duyện Châu, ông dùng thân phận trưởng sử của Ninh sóc tướng quân chi viện cho biên giới phía bắc, được phong làm tiền quân tướng quân, Giang Hạ vương tư mã. Về sau ông được thăng làm Ninh Sóc tướng quân, Giang Hạ nội sử.
Năm Kiến Vũ đầu tiên (494), quân Ngụy vây Ti Châu, Vương Mậu đưa quân đội Dĩnh Châu đến cứu viện. Tiêu Diễn (sau này là Lương Vũ đế) đem quân trèo lên núi Hiền Thủ, tướng Ngụy Vương Túc, Lưu Sưởng đến đánh, ông theo Tiêu Diễn đi trước nghênh địch, đại phá Túc, Sưởng. Quân Ngụy thua chạy, Vương Mậu trở về Dĩnh Châu, được phong Phụ quốc trưởng sử, Tương Dương thái thú.

## Phò tá Tiêu Diễn
Khi Ung Châu thứ sử Tiêu Diễn khởi binh phản Tề, Vương Mậu cùng Trương Hoằng Sách từng ngầm khuyên Tiêu Diễn nghênh lập Tiêu Bảo Dung (sau này là Tề Hòa đế), nhưng Tiêu Diễn không đồng ý .
Tiêu Diễn thường lấy Vương Mậu làm tiền phong của quân Ung Châu. Trong khi đại quân đóng ở Dĩnh Thành, ông tiến đánh Bình Gia hồ , đánh bại bọn Quang Tử Câm, Ngô Tử Dương, chém được vạn thủ cấp, báo tin thắng lợi về Hán Xuyên.
Vương Mậu tiếp tục theo Tiêu Diễn tiến xuống phía đông, vẫn làm tiền phong. Quân Ung Châu đến ở Mạt Lăng , Tề Đông Hôn hầu sai đại tướng Vương Trân Quốc bày trận ở cửa Chu Tước, phao lên có 20 vạn quân, cưỡi thuyền đến khiêu chiến. Vương Mậu cùng bọn Tào Cảnh Tông hợp lực đón đánh, khiến cho Trân Quốc đại bại. Ông xua quân truy kích, thi thể của đài quân chất cao vượt cả mạn thuyền, trong lúc trốn chạy bọn họ chết đuối dưới sông Hoài không đếm xuể. Quân Vương Mậu tiến thẳng vào cửa Tuyên Dương.
Sau khi chiếm được Kiến Khang , Vương Mậu được phong làm Hộ quân tướng quân, không lâu sau được thăng làm thị trung, Lĩnh quân tướng quân.
Giặc cướp nổi lửa thiêu cửa Thần Hổ, Vương Mậu soái lĩnh bộ hạ đến cửa Đông Dịch, trúng tên bị thương. Ông thúc ngựa vọt đến phía trước, bọn cướp quay đầu bỏ chạy. Vương Mậu lấy lý do không thể ngăn chặn kẻ gian làm loạn, dâng biểu xin được từ chức, Hòa đế hạ chiếu không cho, mà còn an ủi phủ dụ, thăng ông làm Trấn quân tướng quân, phong tước Vọng Thái  huyện công, thực ấp 2300 hộ.

## Phục vụ nhà Lương
Khi Giang Châu thứ sử Trần Bá Chi làm phản, Vương Mậu ra nhậm chức Sứ trì tiết, Tán kỵ thường thị, đô đốc Giang Châu chư quân sự, Chinh nam tướng quân, Giang Châu thứ sử. Lương Vũ đế còn ban cho ông 1 bộ nhạc Cổ Xuy, sai đi thảo phạt Trần Bá Chi. Sau đó, Bá Chi chạy sang đầu hàng Bắc Ngụy. Bấy giờ Cửu Giang (trị sở của Giang Châu) mới vừa trải qua chiến loạn, Vương Mậu một lòng phát triển nông nghiệp, giảm nhẹ lao dịch, nên trăm họ lại được an định.
Năm Thiên Giám thứ 4 (505), quân Ngụy xâm nhập Hán Trung, Vương Mậu nhận chiếu lên phía tây thảo phạt, quân Ngụy lui về. Năm thứ 6 (507), ông được thăng nhiệm làm Thượng thư hữu bộc xạ, nhưng kiên quyết chối từ không nhận, vì thế được đổi làm Thị trung, Trung vệ tướng quân, lĩnh chức Thái tử chiêm sự. Năm thứ 7 (508), ông được bái làm Xa kỵ tướng quân, vẫn làm Thái tử chiêm sự. Năm thứ 8 (509), ông làm Xa kỵ tướng quân, lĩnh chức Khai phủ nghi đồng tam tư, Đan Dương doãn, phong hiệu Thị trung như cũ.
Bấy giờ chiến sự ở biên cảnh giảm đi, Vũ đế bắt đầu coi trọng văn quan, những người xuất thân là võ tướng như Vương Mậu không khỏi cảm thấy lạc lỏng. Trong những bữa tiệc ở hoàng cung, ông nhiều lần say rượu, có những lời lẽ và hành vi không được cung kính, Vũ Đế thường bỏ qua không trách cứ.
Năm Thiên Giám thứ 11 (512), ông được tiến vị làm Tư không, Thị trung, doãn như cũ. Ông xin từ chức Kinh Doãn, đổi sang làm Trung quyền tướng quân. Năm thứ 12 (513), ông ra nhậm chức Sứ trì tiết, Tán kỵ thường thị, Khai phủ nghi đồng tam tư, đô đốc Giang Châu chư quân sự, Giang Châu thứ sử. Năm thứ 15 (516), ông mất ở Giang Châu, hưởng thọ 60 tuổi.
Lương Vũ đế vô cùng thương tiếc, lấy ra 30 vạn tiền, 300 xúc vải để lo tang sự, còn hạ chiếu truy tặng Vương Mậu làm Thị trung, Thái úy, ban cho 20 vệ sĩ, 1 bộ Cổ Xuy, thụy là Trung Liệt.

## Đánh giá
Vương Mậu tính tình rộng rãi nhân hậu, làm quan không có điều tiếng gì, giúp cho quan lại trăm họ đều được an định vô sự. Ông luôn làm việc siêng năng, trong phòng riêng cũng ăn vận chỉnh tề, sắc mặt nghiêm túc, người hầu, tiểu thiếp chưa từng thấy ông có biểu hiện lười biếng.
Ông có dung mạo đẹp đẽ, mày râu như tranh vẽ. Mỗi khi ra khỏi triều đường, thường được mọi người nhìn ngắm.

## Dật sự
Ban đầu, Vương Mậu là nguyên huân, được Vũ đế ban cho các loại nhạc khí là chuông và khánh. Khi ông ở Giang Châu, mơ thấy chuông khánh trỗi lên, vô duyên vô cớ lại rơi xuống đất, trong lòng cảm thấy không được thư thái.
Đến khi tỉnh dậy, Vương Mậu mệnh cho người tấu nhạc, khi chuông khánh trỗi lên, quả nhiên vô cớ dây thừng bị đứt, rơi ngay xuống đất. Ông nói với Trưởng sử Giang Thuyên rằng: "Nhạc khí này là nhà vua dùng để thưởng công cho bầy tôi. Nhạc khí đã tận số, bầy tôi còn có thể không lo buồn hay sao!?" Không lâu sau ông sinh bệnh, vài ngày thì mất.